# Centaurea sonchifolia
Centaurea sonchifolia es una especie de planta perenne perteneciente a la familia  de las asteráceas. 

## Descripción
Es una planta perenne, con indumento lanuginoso. Tiene tallos que alcanzan un tamaño de 30-50 cm, ramificados, generalmente cano-aracnoideos. Hojas serrado-espinulosas, rara vez enteras, con nervios cano-aracnoideos de pelos unicelulares e internervios escábridos con pelos pluricelulares; las más inferiores largamente pecioladas, ovado-lanceoladas, enteras, liradas o pinnatífidas; las medias y superiores sentadas, generalmente decurrentes, de lanceoladas a panduradas, enteras, rara vez liradas o pinnatífidas; las más superiores bracteiformes e involucrantes, generalmente más cortas que los capítulos. Capítulos reunidos en inflorescencia subcorimbosa. Involucro de 18-22 x 1 1-25 mm, subcilíndrico o subgloboso, glabro. Brácteas externas y medias ovadas; apéndice palmeado, reflejo, no decurrente, con 6-9 espinas glanduloso-escábridas dispuestas en una fila, la central de 7-10 mm, las laterales de 5-8 mm. Flores rosadas, las más externas neutras, patentes, mucho más largas que las internas; las internas hermafroditas, con tubo de 9-12 mm y limbo de 9-1 1 mm. Aquenios de (3,5-) 45 x 2-3 mm, subcilíndricos, rara vez ovoideos, ligeramente comprimidos, vilosos, amarillo-pajizos con manchas longitudinales pardas; hilo cárpico lateral-basal, glabro. Vilano de 1,5-3 mm, blanco o pardo-rojizo. Florece y fructifica de abril a junio (septiembre).

## Distribución y hábitat
Se encuentra en arenales costeros y del interior en la región mediterránea, en España en la Subbética, Grazalema y Algeciras  (más rara en el Este). 

## Taxonomía
Centaurea sonchifolia fue descrita por Carolus Linnaeus y publicado en Species Plantarum 915. 1753.
Citología
Número de cromosomas de Centaurea seridis subsp. sonchifolia (Fam. Compositae) = Centaurea sonchifolia L.: n=22; 2n=44
Etimología
Centaurea: nombre genérico que procede del Griego kentauros, hombres-caballos que conocían las propiedades de las plantas medicinales.
sonchifolia: epíteto latino que significa "con las hojs de Sonchus"
Sinonimia
- Calcitrapa sonchifolia (L.) Lam.
- Calcitrapoides sonchifolia (L.) Holub
- Centaurea hystrix Boiss.
- Centaurea jacobi Dufour
- Centaurea neglecta Nyman
- Centaurea polyacantha Spreng.
- Centaurea seridis subsp. sonchifolia (L.) Greuter[3]

## Nombres comunes
- Castellano: escoba espinosa.[4]